# بلایا زملیا
بلایا زملیا (انگلیسی: Belaya Zemlya) یک جزیره در سرزمین فرانتس یوزف کشور روسیه است.